# 용암사 (북한산성)
용암사(龍巖寺)는 조선 숙종 37년(1711년) 때에 북한산성 축성 이후 산성의 수비를 위해 창건한 13개 사찰들 중 하나로, 일출봉(日出峯) 아래에 87칸으로 창건하였다고 한다. 현재는 절은 전하지 않으며 빈터 주위로 기단석과 같은 흔적과 북한산장 옆으로 용암사지 석탑이 남아 있다.